# Gaindatherium
Gaindatherium ist ein ausgestorbener Nashornvertreter, der vor 20 bis 5 Millionen Jahren im Mittleren und Oberen Miozän vor allem in Südasien lebte. Es stellt die Vorgängerform der heute lebenden Gattung Rhinoceros dar, die das südasiatische Panzernashorn (Rhinoceros unicornis) und das südostasiatische Java-Nashorn (Rhinoceros sondaicus) einschließt. Charakteristisch für Gaindatherium war der langschmale Schädel mit verlängerter Schnauze und das singuläre Horn auf dem Nasenbein.

## Merkmale
Gaindatherium war ein mittelgroßes Nashorn, welches etwas kleiner als das heutige Java-Nashorn (Rhinoceros sondaicus) war, es ist aber weitgehend nur über Schädelfunde und Zahnreste bekannt. Der Schädel wurde 52 cm lang und besaß einen keilförmigen Umriss. Er war in der Seitenansicht relativ flach und besaß wie sein naher Verwandter Rhinoceros eine deutlich eingesattelte Stirnlinie. Das Hinterhauptsbein war rechteckig gestaltet und glich somit dem heutigen Java-Nashorn, das etwas modernere Panzernashorn (Rhinoceros unicornis) dagegen hatte ein eher stumpfwinkliges Hinterhauptsbein. Das Rostrum war deutlich weiter ausgedehnt als bei den heutigen Vertretern der Gattung Rhinoceros. Dadurch lag die Orbita relativ zentral im Schädel oberhalb des ersten Molaren und nicht wie bei Rhinoceros oberhalb des letzten Prämolaren. Das Nasenbein zeigte eine nur leicht geschwungene Form, am vorderen Ende befanden sich aufgeraute Oberflächenstrukturen, die die Lage des einzigen Hornes anzeigten. Der Naseninnenraum oberhalb des Zwischenkieferknochens reichte bis zum vordersten Prämolaren. Ebenfalls charakteristisch waren die Verschmelzungen der kleinen Knochenzapfen, die sich unterhalb des Gehörganges befanden.
Der Unterkiefer ist nur teilweise überliefert und besaß eine vorn aufwärts gerichtete Symphyse. Im Oberkiefer saßen zwei Schneidezähne, ein relativ urtümliches Merkmal bei den modernen Nashörnern, allerdings waren die äußeren deutlich verkleinert und im Prozess der Reduktion. Auch im Unterkiefer saßen zwei Schneidezähne, die äußeren (I2) waren dabei konisch geformt, mit einer Länge von 4 cm deutlich vergrößert und typisch für Nashörner nach vorn gerichtet, so dass kleine Stoßzähne entstanden. Zur hinteren Bezahnung bestand ein Diastema. Die obere Backenzahnreihe bestand aus vier Prämolaren und drei Molaren, der erste Prämolar war aber extrem klein. Im Unterkiefer fehlte der vorderste Prämolar. Alle Backenzähne waren deutlich niederkronig (brachyodont), die Prämolaren markant molarisiert und besaßen wie die Molaren gefalteten Zahnschmelz.

## Fossilfunde
Funde von Gaindatherium sind vorwiegend aus Südasien bekannt, umfassen häufig aber nur Schädel- und Gebissreste. Bedeutende Fossilien stammen aus der dem Mittleren Miozän angehörenden Chinji-Formation der unteren Siwaliks in Pakistan, welche sich weitgehend aus grau gefärbten sandigen Flussablagerungen zusammensetzt. Hierzu zählt ein vollständiger Schädel nahe Chinji (Distrikt Attock) in der Provinz Punjab, der 1934 zur Erstbeschreibung der Gattung diente. Auch in jüngerer Zeit kamen in der Gesteinsformation zahlreiche Funde dieses Nashornvertreters zu Tage, meist in Form von Zahnfunden oder Fragmenten des Unterkiefers, so unter anderem in der Fossilfundstelle Dhok Bun Ameer Khatoon (Distrikt Chakwal) der gleichen Provinz. Vergesellschaftet sind diese unter anderem mit dem gewaltigen Nashorn Brachypotherium, einem der größten bekannten Vertreter dieser Unpaarhufergruppe überhaupt, aber auch mit frühen Giraffen. Ein vergleichbares Fundspektrum stammt aus Lava nahe Rawalpindi, ebenfalls Punjab. Jüngere Funde, die dem Oberen Miozän angehören, können in die Nagri-Formation der mittleren Siwaliks verwiesen werden.
Außerhalb Südasiens sind Fossilien aus dem Mae-Moh-Becken im nördlichen Thailand bekannt, die ebenfalls dem Mittleren Miozän angehören. Weitere Zahnfunde wurden aus Hanzhong in der chinesischen Provinz Shaanxi berichtet. Diese entstammen Flussablagerungen, sind aber mit einer Datierung in das Pliozän relativ jung. Einzelne Langknochen aus dem Unteren Miozän der Negev, die zu Gaindatherium gestellt werden, erweitern das ehemalige Vorkommen erheblich nach Westen.

## Systematik
Die Gattung Gaindatherium gehört zur Familie der Nashörner und wird innerhalb dieser zur Unterfamilie Rhinocerotinae gestellt, der auch alle heute lebenden Nashörner angehören. Gemeinsam mit Rhinoceros und dem ebenfalls ausgestorbenen Punjabitherium bildet es die Untertribus Rhinocerotina und ist somit ein naher Verwandter des heutigen Panzer- (Rhinoceros unicornis) und des Java-Nashorns (Rhinoceros sondaicus), welche beide in ihrem Bestand gefährdet sind. Gemeinsame Merkmale aller Rhinocerotina sind die verwachsenen Knochenzapfen unterhalb des Gehörganges und ein deutlich gesattelter Verlauf des Oberschädels. Im Gegensatz zum riesenhaften Punjabitherium, dass mit zwei Hörnern, einem länger ausgebildeten vorderen Schnauzenbereich sowie hochkronigeren Backenzähnen ein wohl spezialisierter Seitenzweig war, der vor rund 10 Millionen Jahren entstand, könnte Gaindatherium der direkte Vorfahre der heutigen einhörnigen Nashörner Asiens gewesen sein. Die deutliche basale Stellung von Gaindatherium innerhalb der Rhinocerotina zeichnet sich in einigen Merkmalen der Schneidezähne, vor allem des unteren I2, und der Backenzähne ab, wodurch noch Verbindungen zu Lartetotherium und damit zu den Dicerorhinina bestehen, der Linie, die zum heutigen stark gefährdeten Sumatra-Nashorn (Dicerorhinus sumatrensis) führte.
Folgende Arten von Gaindatherium sind heute anerkannt:
- G. browni Colbert, 1934
- G. vidali (Heissig, 1972)

Ursprünglich war mit G. (Iberotherium) rexmanueli von Miguel Telles Antunes und Léonard Ginsburg 1983 eine weitere Art eingeführt worden, deren Beschreibung auf ein Oberkieferfragment aus Quinta das Pedreiras nördlich von Lissabon basierte und die auf das westliche Eurasien beschränkt gewesen sein sollte. Einen weiteren Fundpunkt stellte Beaugency im Tal der Loire dar, das angegebene Alter beider Fundorte aus dem frühen Mittelmiozän vor rund 17 Millionen Jahren übertraf die Funde aus Südeuropa geringfügig. Anhand neuerer Untersuchungen konnten wesentliche Unterschiede herausgearbeitet werden, weshalb diese Form nun unter ihrem ursprünglichen Untergattungsnamen Iberotherium geführt wird.
Den Namen Gaindatherium führte erstmals Edwin Harris Colbert im Jahr 1934 anhand eines nahezu vollständigen Schädels aus der Chinji-Formation in den Siwaliks im heutigen Pakistan ein. Dieser Schädel umfasst auch das Holotyp-Exemplar (Exemplarnummer AMNH 19409). Colbert erkannte im Schädel die nahe Verwandtschaft zur Gattung Rhinoceros, als deren Vorfahr er Gaindatherium sah. Kurt Heissig setzte 1972 Gaindatherium auf das Niveau einer Untergattung zu Rhinoceros, was aber weitgehend nicht akzeptiert wird. Der Begriff Gaindatherium leitet sich vom Hindi-Wort gainda ab, welches übersetzt „Nashorn“ heißt und lokal auch für das Panzernashorn verwendet wird, während therium wiederum die latinisierte Version des griechischen Wortes θήριον (thêrion) ist und „Tier“ bedeutet.